# CBS Records AB
CBS Records AB var ett svenskt skivbolag 1969–1988 med artister som Magnus Uggla, Factory, Mikael Rickfors, Göran Folkestad och Eva Dahlgren. Moderbolag var Columbia och CBS Records. Svenska CBS köptes upp av Sony 1988 och etiketten ersattes helt av Sony Music Entertainment 1991. Första utgåvan 1969 var en singel med Atlantic Ocean, som följdes av artisten Örjan mer bekant som Örjan Ramberg som sjöng Balladen om killen. LP-skivor producerades inledningsvis med Ove Lind and His Quintet Swing In Swingin' Sweden, Jan Malmsjö Hej clown, Anita Lindblom Små, små bubblor och filmmusiken till En kärlekshistoria.  Vissa svenska utgivningar skedde på underetiketten Epic Records.

## Diskografi (urval)
- Xtra Oh! 10-15 (1971 LP S 64371)
- Dolls Dolls (1971 LP S64706)
- Magnus Uggla Om Bobbo Viking (1975 LP CBS 80649)
- Mikael Rickfors Mikael Rickfors (1975 LP CBS 80751)
- Trettioåriga Kriget (musikgrupp) Krigssång (1975 LP CBS 80900)
- Magnus Uggla Varning på stan (1976 LP CBS 5399)
- Magnus Uggla Va ska man ta livet av sig för när (1977 LP CBS 82191)
- Factory Factory (1979 LP FAC001)
- Åke Kråkan Nilsson Måste man va poet (1979 LP CBS 83495)
- Tom Trick Nya äventyr i tid å rum (1980 LP CBS 84857)
- Eva Dahlgren För väntan (1981 LP CBS 85064)
- Eddie Meduza & The Roaring Cadillacs 21 värsta!!! (1982 LP CBS 25028)
- Nysse Jag vill ha mycket pengar (1984 LP S24840)
- Anna Book Killsnack (1985 LP CBS 26691)
- Tone Norum One of a kind (1986 LP CBS 26868)
- Ralph Lundsten The dreammaster (1986 LP CBS 460340 1)
- Magnus Uggla Den döende dandyn (1986 LP CBS 450117)
- Fria Proteatern Sånger Av Vysotskij (1987 LP CBS 4504351)
- Trance Dance Dancing in the shadows (1988 LP S460624 1)
- Martin Rössel Tivolit (1989 LP CBS 465101)
- Reptile Smile Automatic cool (1990 LP S466131 1)